# محطة أويستر كريك للطاقة النووية
محطة أويستر كريك للطاقة النووية هي محطة للطاقة النووية في مقاطعة أوشن ، بولاية نيو جيرسي بالولايات المتحدة.

## نبذة
المحطة عبارة عن وحدة واحدة تبلغ طاقتها 636 ميغاواط تعمل بواسطة مفاعل الماء المغلي. تقدر مساحة المحطة 800 فدان (3.2 كيلومتر مربع) على نهر فوركيد، تعتبر المحطة أقدم محطة تجارية تعمل بالطاقة النووية في الولايات المتحدة.
كانت المحطة واحدة من أصل أربع محطات للطاقة النووية مرخصة في نيوجيرسي. اعتبارًا من 1 يناير 2005، احتلت ولاية نيوجيرسي المرتبة التاسعة بين 31 ولاية ذات قدرة نووية. في عام 2003، ولدت المحطات النووية أكثر من نصف الكهرباء في الولاية.

## التشغيل
تم إنشاء المحطة في 1 ديسمبر 1969، وترخيصها ينتهي في 9 أبريل 2029. حصلت المحطة على مياه التبريد من خليج بارنيجات وهو عبارة عن مصب مائل للملوحة يفرغ في المحيط الأطلسي من خلال مدخل خليج بارنيجات.

## الإغلاق
```
تم إغلاق المحطة في 17 سبتمبر 2018.
[
5
]
```